# سیه‌چرده آندی
سیه‌چرده آندی (نام علمی: Lessonia oreas) گونه‌ای از پرندگان تیرهٔ ژیان‌مرغان (Tyrannidae) است که در کوه‌های آند در آمریکای جنوبی یافت می‌شود. این گونه نزدیک به گونه‌ای مشابه با سیه‌چرده جنوبی در جنوب آمریکای جنوبی است و مدت‌ها هم‌گونه در نظر گرفته می‌شد. این گونه یکنواخت است و زیرگونه‌ای ندارد.